# چندک

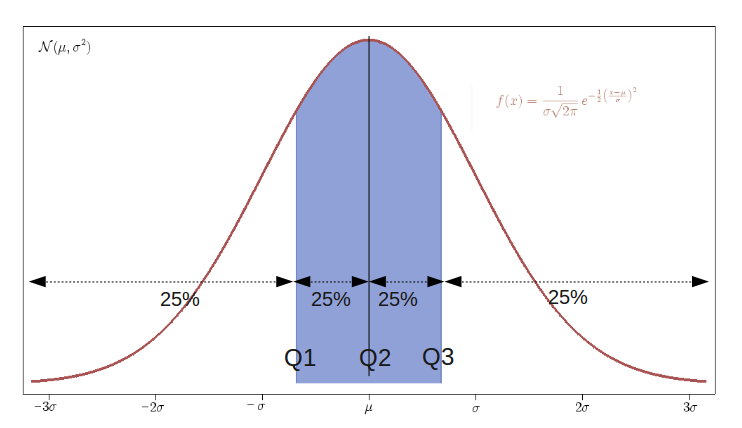
توزیع نرمال. محدوده چارکی و میان چارکی یک توزیع نرمال را نشان می‌دهد.

چندک‌ها مقادیری با فاصله‌های مساوی هستند که از تابع توزیع تجمعی یک متغیر تصادفی انتخاب می‌شوند به شکلی که مجموعهٔ داده‌ها را به p قسمت مساوی تقسیم می‌کنند. ساده‌ترین چندک، میانه است که داده‌ها را به ۲ قسمت مساوی تقسیم می‌کند.

## چندک‌های معروف
تعدادی از q-چندک‌ها نام مشخصی دارند
- دو-چندک می‌شود میانه
- سه-چندک می‌شود چندک or چندک → T (سه مقدار که داده‌ها را به چهار قسمت مساوی تقسیم می‌کنند)
- چهار-چندک می‌شود چارک (آمار) → Q; تفاوت بین بیشترین و کمترین عدد یک چندک را دامنه بین چارکی می‌نامند midspread یا middle fifty → IQR = Q3 − Q1
- پنج-چندک می‌شود quintile → QU
- شش-چندک می‌شود sextile → S
- هفت-چندک می‌شود septile
- هشت-چندک می‌شود octile → O
- ده-چندک می‌شود دهک → D (نه مقدار که داده‌ها را به ده قسمت مساوی تقسیم می‌کنند)
- دوازده-چندک می‌شود duo-deciles → Dd
- شانزده-چندک می‌شود hexadecile → H
- بیست-چندک می‌شود ventile یا vigintile یا demi-deciles → V
- سی و سه-چندک می‌شود trigintatrecile → TT
- صد-چندک می‌شود صدک → P (نود و نه مقدار که داده‌ها را به صد قسمت مساوی تقسیم می‌کنند)
- هزار-چندک می‌شود در هزار → Pr